# موش‌ماهی خال‌خالی
موش‌ماهی خال‌خالی (نام علمی: Hydrolagus colliei) نام یک گونه از تیره موش‌ماهیان دماغ‌کوتاه است.